# Mathilde Delaporte
Mathilde Delaporte est une femme de lettres et artiste peintre française née le 14 mars 1866 à Lannilis (Finistère) et morte le 10 juillet 1941 à Quintin (Côtes-d'Armor).

## Biographie
Née Laporte, en 1866 à Lannilis, Mathilde Delaporte grandit à Brest où ses parents habitent rue Traverse. Elle épouse Joseph Delaporte et utilise ce nom pour ses écrits bien qu'elle rédige ses premiers poèmes sous le pseudonyme de Thilda. 
Elle s'installe au début du XXe siècle à Quintin. Elle cohabite avec la poétesse Marie Allo au 3 et 5 rue Notre Dame.
Elle est récompensée du prix Archon-Despérouses en 1914 pour En Demi-teintes (Paris, 1913) et du prix Artigue en 1933 pour son recueil La Glèbe humaine (Paris, 1928).
Après la poésie, Mathilde Delaporte publie avec succès son roman La petite fille de Lannilis en 1935 (réédité en 2003).
Mathilde Delaporte est la tante d'Edith Follet.
Elle est également la nièce du docteur Augustin Morvan qui a donné son nom à l'hôpital de Brest.